# Verano de Escándalo (2021)
Verano de Escándalo 2021 fue la vigésima primera edición del Verano de Escándalo, un evento de pago por visión de lucha libre profesional producido por la Lucha Libre AAA Worldwide. Tuvo lugar el 3 de julio de 2021 en Tequisquiapan, Querétaro, debido a la pandemia mundial de COVID-19.

## Resultados
- Arez & Chik Tormenta derrotaron a Abismo Negro Jr. & Flammer y Mamba & Mr. Iguana y ganaron la oportunidad por el Campeonato Mundial en Parejas Mixto de AAA.
  - Arez y Tormenta cubrieron a Mamba e Iguana.
- El Hijo del Vikingo derrotó a Komander, Kamikaze, Látigo, Aramis y Toxin y ganó el Trofeo Alas de Oro 2021.
  - Vikingo cubrió a Látigo después de un «054 Splash».
- Deonna Purrazzo derrotó a Lady Shani.
  - Purrazzo forzó a Shani a rendirse con una «Fujiwara Armbar».
  - Después de la lucha, Purrazzo continuo atacando a Shani hasta ser detenida por Faby Apache.
  - El Campeonato de Knockouts de Impact de Purrazzo no estuvo en juego.
- El Nuevo Poder del Norte (Carta Brava Jr., Mocho Cota Jr. & Tito Santana) derrotaron a Faby Apache, Laredo Kid & Niño Hamburguesa.
  - Cota cubrió a Hamburguesa después de un «Flog Splash».
- Los Mercenarios (El Texano Jr., Rey Escorpión & Taurus) derrotaron a Los Psycho Circus (Monster Clown, Murder Clown & Psycho Clown) y retuvieron los Campeonatos Mundiales de Tríos de AAA
  - Escorpión cubrió a Psycho después de un «Superplex».